# Listă de arhitecți azeri
Aceasta este o listă de arhitecți azeri:

## A–M
- Zivar bey Ahmadbeyov
- Sadig Dadashov
- Anvar Gasimzade
- Heydar Ghiai
- Gasim bey Hajibababeyov
- Mammad Hasan Hajinski
- Mikayil Huseynov
- Karbalayi Safikhan Karabakhi
- Kamal Mammadbeyov
- Gulnara Mehmandarova

## N–Z
- Irada Rovshan
- Fuad Seyidzadeh

## Galerie

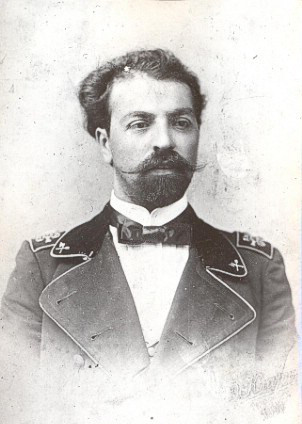
Zivar bey Ahmadbeyov
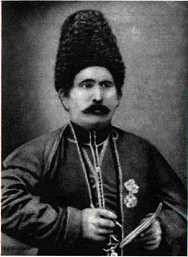
Gasim bey Hajibababeyov
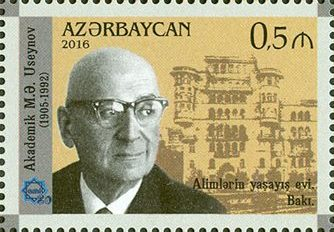
Mikayil Huseynov
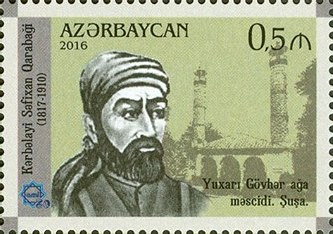
Karbalayi Safikhan Karabakhi